# Liste der Bodendenkmäler in Weilersbach (Oberfranken)
Auf dieser Seite sind die Bodendenkmäler in der oberfränkischen Gemeinde Weilersbach zusammengestellt. Diese Tabelle ist eine Teilliste der Liste der Bodendenkmäler in Bayern. Grundlage ist die Bayerische Denkmalliste, die auf Basis des Bayerischen Denkmalschutzgesetzes vom 1. Oktober 1973 erstmals erstellt wurde und seither durch das Bayerische Landesamt für Denkmalpflege geführt wird. Die folgenden Angaben ersetzen nicht die rechtsverbindliche Auskunft der Denkmalschutzbehörde.

## Bodendenkmäler in Weilersbach
| Lage       | Objekt | Akten-Nr.     | Bild |
| ---------- | --- | ------------- | ---- |
| (Standort) | Mittelalterlicher Burgstall | D-4-6232-0060 |      |
| (Standort) | Bestattungsplatz mit Grabhügel vorgeschichtlicher Zeitstellung                                                                                    | D-4-6232-0061 |      |
| (Standort) | Mittelalterlicher Burgstall und archäologische Befunde der frühen Neuzeit im Bereich des ehemaligen Schlosses „Oberweilersbach“                   | D-4-6232-0062 |      |
| (Standort) | Siedlung der römischen Kaiserzeit | D-4-6232-0136 |      |
| (Standort) | Siedlung der jüngeren Latènezeit sowie früh- bis hochmittelalterliche Wüstung                                                                     | D-4-6232-0154 |      |
| (Standort) | Vermutlich früh- bis spätmittelalterliche Wüstung                                                                                                 | D-4-6232-0158 |      |
| (Standort) | Siedlung vorgeschichtlicher Zeitstellung | D-4-6232-0169 |      |
| (Standort) | Hohlwegfächer des Mittelalters und der frühen Neuzeit, wohl im Zusammenhang mit dem Burgstall im Bereich der Retterner Kanzel, vgl. D-4-6232-0390 | D-4-6232-0187 |      |
| (Standort) | Vermutlich spätmittelalterliche Hofwüstung | D-4-6232-0257 |      |
| (Standort) | Höhensiedlung des Neolithikums, der Hallstatt- und Frühlatènezeit sowie mittelalterlicher Burgstall                                               | D-4-6232-0390 |      |
| (Standort) | Untertägige Bauteile der spätmittelalterlichen bis neuzeitlichen Wallfahrtskirche sowie vermutlich Körpergräber des Mittelalters und der Neuzeit  | D-4-6232-0399 |      |
| (Standort) | Untertägige Bauteile der frühneuzeitlichen Nikolauskirche sowie Fundamente mittelalterlicher Vorgängerbauten                                      | D-4-6232-0401 |      |
| (Standort) | Siedlung der späten Latènezeit | D-4-6232-0405 |      |